# La Vallée de Joux
Pour les articles homonymes, voir Vallée de Joux (homonymie).
La Vallée de Joux est une future commune suisse du canton de Vaud, située dans le district du Jura-Nord vaudois.
Elle se situe au milieu de la Vallée de Joux, autour du lac de Joux et fait partie du district franc fédéral du Noirmont et du parc naturel régional Jura vaudois.
La commune est issue de la fusion des communes de Le Chenit, de L'Abbaye et de Le Lieu, le 1er janvier 2027.

## Géographie

### Territoire

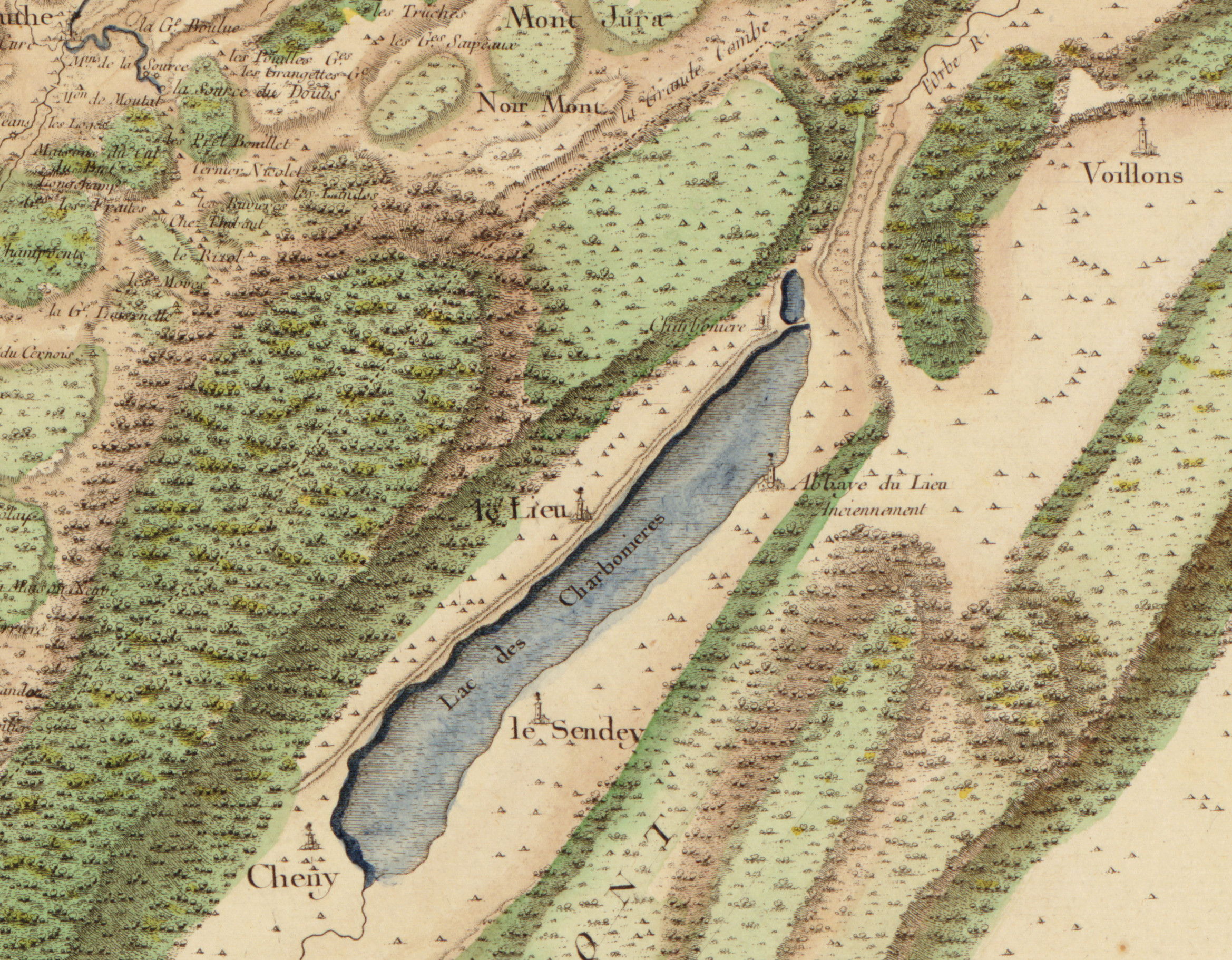
Carte de Cassini du 6 juin 1759, montrant La Vallée de Joux.

La Vallée de Joux est la plus grande commune du canton de Vaud avec une superficie de 163,61 km2,.

## Histoire
Le 22 septembre 2024, les communes de Le Chenit, L'Abbaye et Le Lieu ont accepté une convention de fusion pour former la commune, qui existera officiellement dès le 1er janvier 2027,,.

## Population

### Gentilé
Les habitants de la commune se nomment les Combiers,.

## Transports

### Gares
La commune compte 10 gares ferroviaires qui sont toutes desservies par la ligne Vallorbe – Le Brassus : gare du Brassus, gare de Chez-le-Maître-Écoles, gare de Le Sentier-L'Orient, gare de Le Solliat-La Golisse, gare de Le Rocheray, gare de Les Esserts-de-Rive, gare de Le Lieu, gare de Le Séchey, gare de Les Charbonnières et gare de Le Pont,.

## Politique et municipalité
L'administration communale se trouve au Sentier, cependant des bureaux restent ouvert de manière décentralisée sur tout le territoire de La Vallée de Joux.
Elle compte 7 municipaux, 4 de Le Chenit, 3 de L'Abbaye et 2 de Le Lieu et 70 conseillers communaux réparti proportionnellement selon la population de chaque commune en 2026.

## Armoiries

### Réalisation
L'héraldique des armoiries municipale de La Vallée de Joux a été réalisée par Olivier Delacrétaz. Elle devait compter 6 éléments de départ : la Triple alliance, la force, la Vallée de Joux, l'union, la modernité et la nouveauté.

### Blasonnement
| Blason de La Vallée de Joux. | Blasonnement : "D'argent à trois roues de sinople entrelacées et dentées de vingt-quatre pièces, à la champagne d'azur." |